# Giovanni Battista Lalli

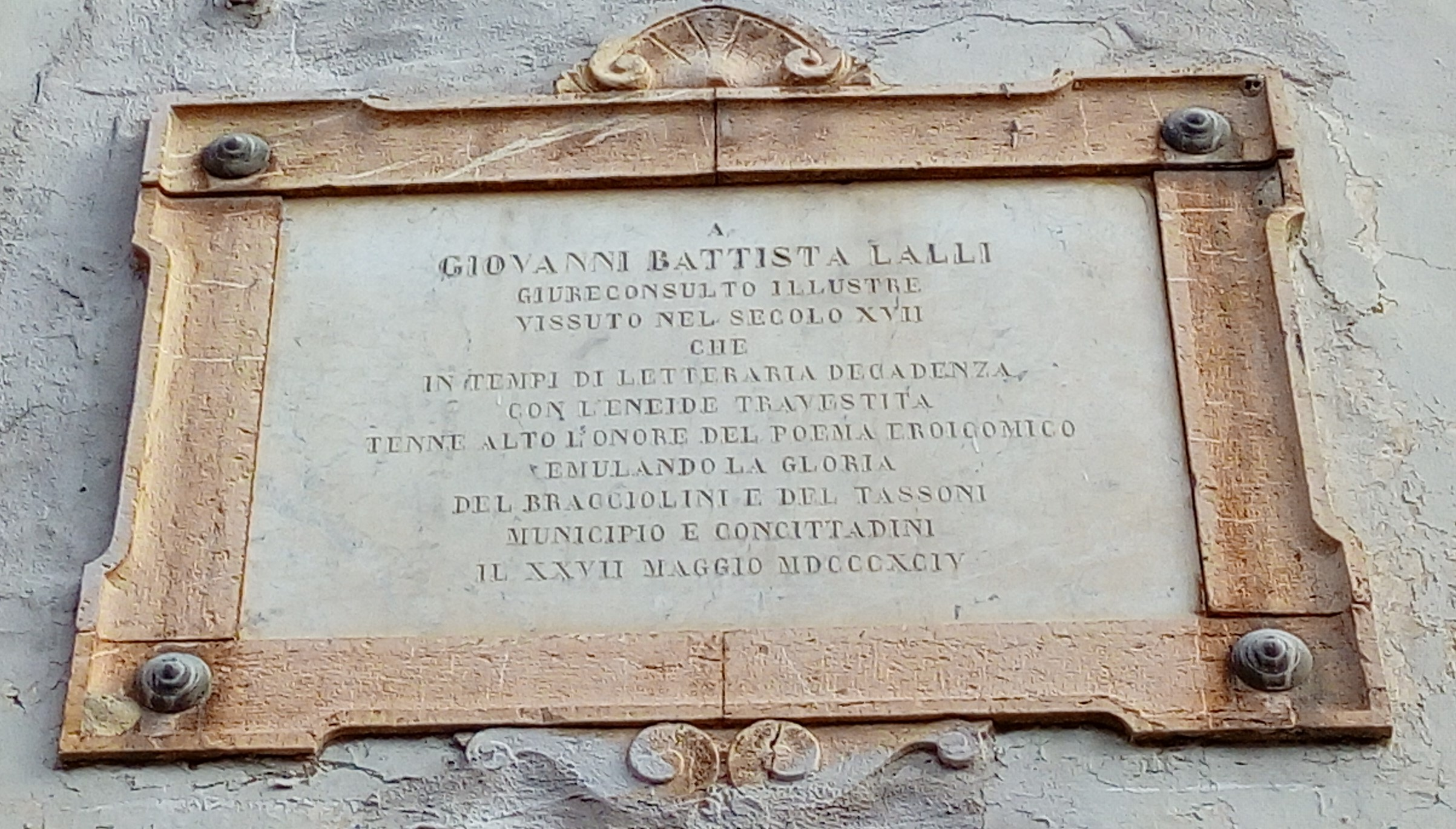
Lapide commemorativa in via Roma a Norcia

Giovanni Battista Lalli (Norcia, 1º luglio 1572 – Norcia, 6 febbraio 1637) è stato un poeta italiano.

## Biografia

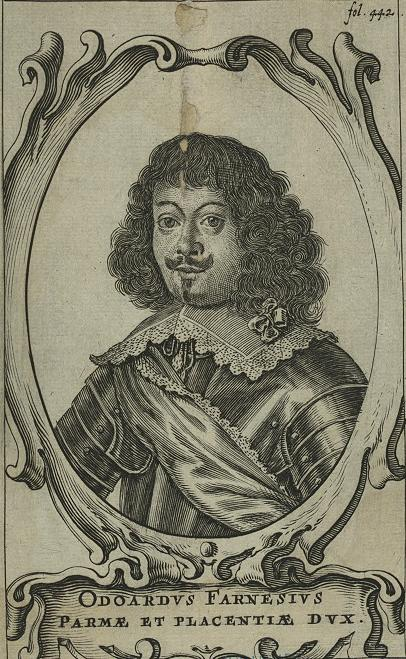
Odoardo I Farnese

Dopo i primi studi nella città natale, ove si segnala per una precoce vena poetica, si trasferisce a Parma, città in cui vive lo zio Giovanni Desideri, consigliere di Ranuccio Farnese futuro duca di Parma e Piacenza, e qui inizia lo studio del diritto. Alla fine del 1593, per proseguire gli studi, si sposta a Perugia ove si laurea nel 1598.
Nel 1603 muore lo zio Giovanni, suo protettore, da poco divenuto vescovo di Rieti, e Lalli cerca d'inserirsi nell'amministrazione dello Stato Pontificio: lavora nel governo di Montesanto (l'attuale Potenza Picena), poi si sposta in altri piccoli centri: Trevi, Foligno, Osimo e, infine, Città di Castello, trasferimenti resi ancora più disagevoli per il sopravvenire della sordità.
Giunto ormai alla maturità, compone un poema in ottave, diviso in cinque canti: la Moscheide, overo Domiziano il moschicida, la cui prima pubblicazione conservatasi è quella di Jesi nel 1623. Nel 1629 è pubblicata a Venezia la Franceide, overo del mal francese. Poema giocoso, un poema in ottave su un argomento (il mal francese ovvero la sifilide) che già aveva riscosso un ampio successo nella poesia burlesca del Cinquecento. L'opera, dedicata a Odoardo Farnese duca di Parma e Piacenza, descrive anche l'episodio dello scontro cavalleresco del 1503 tra italiani e francesi, meglio noto come disfida di Barletta. Compone pure un poema epico sull'imperatore Tito e sulla distruzione di Gerusalemme del 70: il Tito Vespasiano overo Gerusalemme disolata (Venezia 1629 e poi Foligno 1635). A Venezia nel 1632 è data alle stampe l'Eneide travestita, altra sua opera burlesca.
Nel 1634 ritorna a Norcia. Colpito da apoplessia, muore nella città natale a sessantaquattro anni nel 1637.

## Opere
- Giovanni Battista Lalli, Franceide overo del mal francese, Venezia, presso Giacomo Sarzina, 1629.
- Giovanni Battista Lalli, Tito Vespasiano overo Gierusalemme disolata, Venezia, presso Giacomo Sarzina, 1629.
- Opere poetiche del dottor Gio. Battista Lalli da Norsia. Cioè: La franceide, La moschedie, Gerusalemme desolata, Rime giocose..., Milano, appresso Donato Fontana, & Gioseffo Scaccabarozzo, 1630.